# Тохе

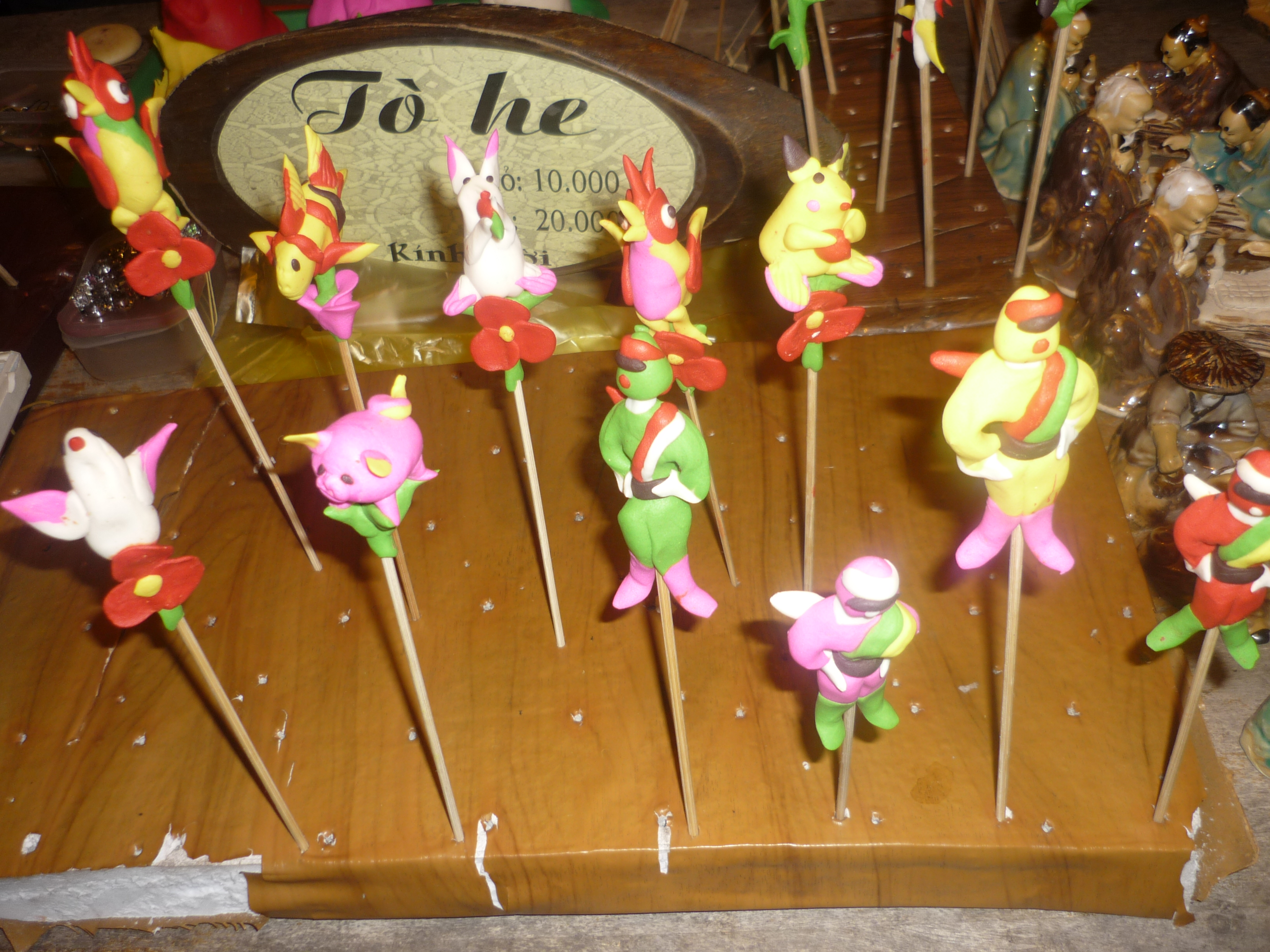
Фигурки тохе

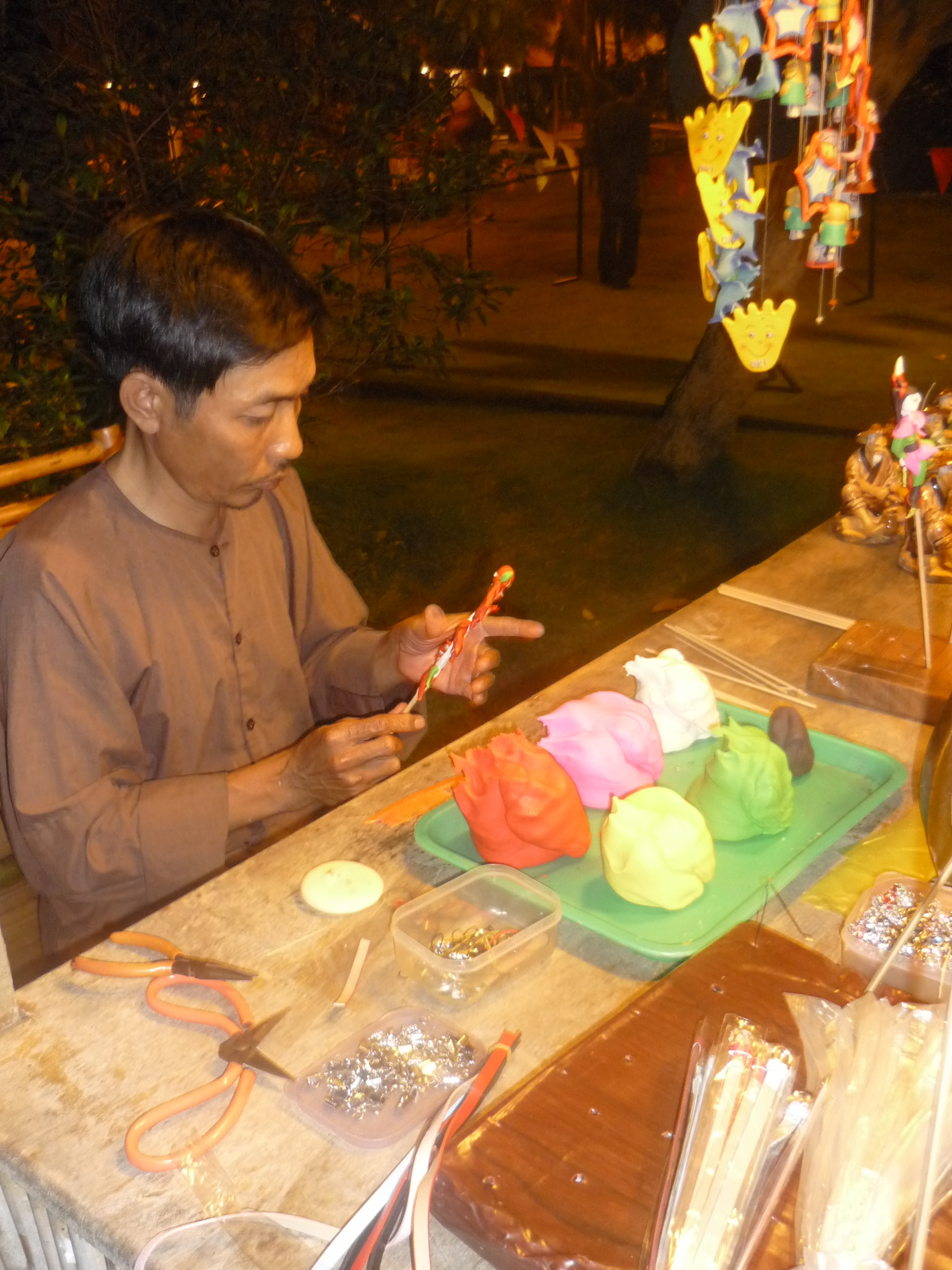
Процесс изготовления

Тохе (вьет. Tò he) — вьетнамская детская традиционная игрушка. Эту игрушку делают вручную и она незамысловата, но очень притягательна.
Изготовление тохе — вековая культурная традиция, придуманная в северных деревнях страны. Самая известная из этих деревень — Суанла, которая находится в уезде Фусюен в Ханое. Раньше тохе использовали для жертвоприношения, поэтому они часто изображают фигурки животных: павлинов, петухов, буйволов, рыб, свиней; и фруктов, таких как бананы и бетель. Цвет фигурок близок к истинному цвету животных. Изготовленные из натурального сырья, фигурки съедобны. Игрушка прикреплена к трубочке, и когда в неё дуют, она будет издавать звуки «то те», поэтому может быть, её так назвали. Тохе часто продают в парках, на игровых площадках в выходные дни или на фестивалях культуры по 10 тысяч вьетнамских донгов за штуку.

## Изготовление

### Шаг 1: Смешать муку.
Это самый трудный шаг. Муку делают из клейкого риса и обычного риса, при отношении 1:10.

### Шаг 2: Размешать муку.
Размешивают муку с водой до тех пор, пока мука не разомнётся и не станет клейкой, потом из теста лепят куски.

### Шаг 3: Сварить тесто.
Куски теста кладут в кипяток на час, затем вылавливают и остужают.

### Шаг 4: Покрасить фигурки.
Краски делают из растений: зелёную из листьев бетеля, чёрную из пепла, красную из гака, жёлтую из куркумы, а другие цвета путём смешивания данных красок.

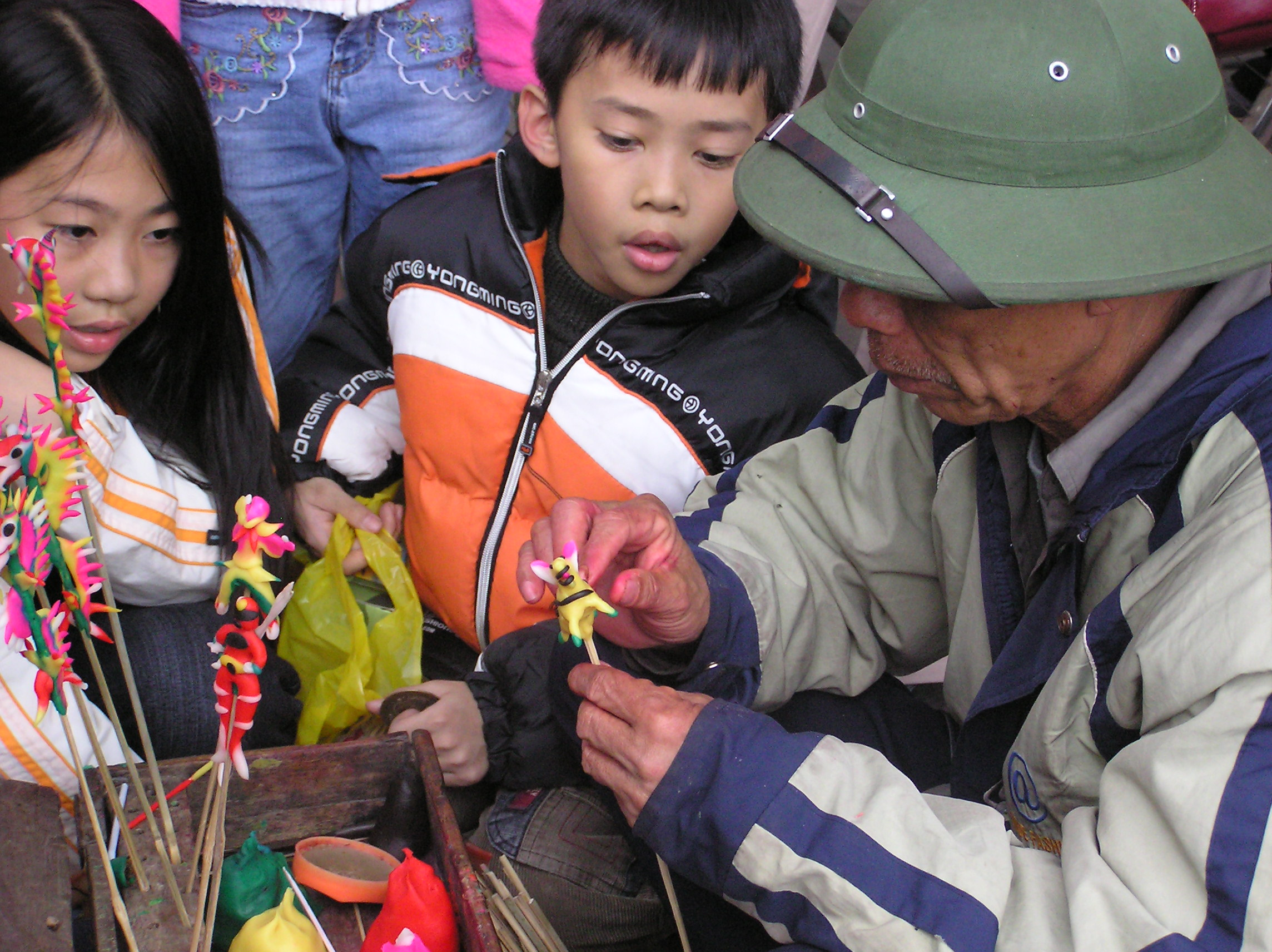
Фигурки

### Шаг 5: Приготовить принадлежности.
Нужны бамбуковые кольца, маленькая расчёска, нож.

### Шаг 6: Сформировать фигурки.
Сегодня ремесленники изготавливают тохе, представляющие собой фигурки не только животных (включая фантастических, таких как дракон и феникс), фруктов и цветов, но и также героев кинематографа (супермен, человек-паук, Сунь Укун и других), машин, самолётов, ракет, чтобы удовлетворять требованиям покупателей. В этом шаге проявляется своеобразие тохе до сих пор.